# Villaluenga de la Vega (kommunhuvudort)
Villaluenga de la Vega är en kommunhuvudort i Spanien.   Den ligger i provinsen Provincia de Palencia och regionen Kastilien och Leon, i den norra delen av landet, 250 km norr om huvudstaden Madrid. Villaluenga de la Vega ligger 917 meter över havet och antalet invånare är 671.
Terrängen runt Villaluenga de la Vega är platt. Runt Villaluenga de la Vega är det glesbefolkat, med 14 invånare per kvadratkilometer. Närmaste större samhälle är Saldaña, 2,4 km öster om Villaluenga de la Vega. Trakten runt Villaluenga de la Vega består till största delen av jordbruksmark.